# Atilla Koca
Atilla Koca (* 16. Juli 1980 in Torul) ist ein türkischer Fußballspieler, der für Darıca Gençlerbirliği spielt.

## Karriere
Atilla Koca begann mit dem Fußballspielen in den Jugendmannschaften seines Ortsvereins und anschließend in der Jugend von Fenerbahçe Istanbul. Hier bekam er 1999 einen Profi-Vertrag, spielte aber für die zweite Auswahl.
Um Spielpraxis in Profi-Ligen zu sammeln, wurde er in der Saison 2001/02 an den Zweitligisten Uşakspor ausgeliehen.
Nach Ablauf der Saison kehrte er zu Fenerbahçe zurück und wechselte dann zur neuen Saison zum Zweitligisten Kartalspor. Hier spielte er zwei Spielzeiten als erster Torhüter und machte durch gute Leistungen auf sich aufmerksam.
Zur Saison wechselte er auf Wunsch von Rıza Çalımbay zu Çaykur Rizespor. Zur Winterpause der Saison wechselte Çalımbay zu Beşiktaş Istanbul. Atilla Koca war zwei Spielzeiten als Reversetorwart bei Rizespor im Einsatz.
Die Saison 2006/07 startete er bei Rizespor, wechselte aber am zweiten Spieltag zum Ligakonkurrenten Diyarbakırspor. Hier kam er in seiner ersten Saison zu 14 Ligaeinsätzen. Nachdem sein Verein den Klassenerhalt nicht schaffen konnte, hielt Koca seinem Team die Treue und stieg mit ab.
Nachdem er eineinhalb Jahre bei Diyarbakırspor als Stammtorwart im Einsatz war, wechselte er zur Winterpause der Saison 2008/09 zum Ligakonkurrenten Sakaryaspor und wurde hier Stammtorwart.
Nachdem Sakaryaspor die Klasse nicht halten konnte, wechselte er zu Eskişehirspor. Der Wechsel vollzog sich auf Wunsch von Eskişehirspors Trainer und dem Förderer Kocas, Rıza Çalımbay. Nachdem Çalımbay nach sechs Wochen entlassen wurde, fristete Koca zwei Spielzeiten ein Reservistendasein.
Zur Saison 2010/11 holte Çalımbay, diesmal bei Sivasspor aktiv, ihn wieder zu seiner Wirkungsstätte. Nachdem hier der erste Torwart Milan Borjan seine Leistung nicht bringen konnte, ersetzte Koca ihn als ersten Torwart.
Mit dem Beginn der Wintertransferperiode 2012/13 wechselte er zum Zweitligisten Kayseri Erciyesspor. Hier wurde er auf Anhieb Stammtorhüter und bestritt nahezu alle Ligaspiele der Rückrunde. Zum Saisonende wurde er mit seinem Verein Meister der TFF 1. Lig und erreichte damit den direkten Aufstieg in die Süper Lig.
Im Sommer 2014 wechselte Koca zum Zweitligisten Adanaspor und nach einer Spielzeit wurde er von Darıca Gençlerbirliği angeheuert.

## Erfolge
Mit Kayseri Erciyesspor
- Meister der TFF 1. Lig und Aufstieg in die Süper Lig: 2012/13